# 한국독립당 (1930년)
한국독립당(韓國獨立黨)은 일제강점기 항일독립운동단체로서 한국의 정당이다. 1930년 북만주에서 지청천을 중심으로 결성되어 활동하였다.

## 창당 배경
1928년부터 1929년 사이 만주에서의 독립운동단체들을 단일대오로 통합하려는 민족유일당 촉성운동이 전개되었다. 통합의 노력이 기성 조직들을 '협의회'파와 '촉성회'파로 대립된 가운데, 양 진영이 '협의회'파의 민족유일당조직동맹과 '촉성회'파의 혁신의회로 정립되었다.
이후 정의부를 중핵으로 한 '협의회'파가 참의부와 신민부 일부를 규합하여 민족유일당조직동맹을 모체로 남만주 민족유일당인 조선혁명당을 결성하고 국민부를 성립시켰다. 이에 북만주에서는 신민부를 중심으로 '촉성회'파의 혁신의회 세력이 규합하여 한국독립당이 결성되었다.

## 창당
1929년 12월 '협의회' 측이 남만주에서 조선혁명당을 결성하고 1930년 1월 '촉성회' 측에 가담했던 김좌진이 피살되는 등의 사건을 거치면서 북만주에서는 1930년 7월 북만주(北滿洲) 교민들의 자치기관이던 한족자치연합회(韓族自治聯合會)와 생육사(生育社)를 모체로 하여 지청천이 주동이 되어 북만주 민족유일당이라 할 한국독립당(韓國獨立黨)을 창당하였다.

## 당 조직
중앙당부
- 중앙위원장 홍진(洪震),
- 총무위원장 신숙(申肅),
- 조직위원장 남대관(南大觀),
- 선전위원장 안훈(安勳),
- 군사위원장 지청천(李靑天),
- 경리위원장 최호(崔灝),
- 감찰위원장 이장녕(李章寧).

지방
- 지당부(支黨部)
- 구당부(區黨部)

## 한국독립군과의 관계
한국독립군은 한국독립당 예하의 당군(黨軍)이다. 한국독립당은 소속 무장부대를 한국독립군(韓國獨立軍)으로 편성하였는데, 총사령관은 한국독립당 군사위원장인 지청천이 겸했다. 한국독립군은 1931년까지 북만주 중동철도를 중심으로 26개의 군구(軍區)를 설치하고 일제와 대전하였다. 한국독립군은 한국독립당의 지도방침에 따라 중국군과 연합군을 편성하여 일만군(日滿軍)에 대응하여 투쟁을 전개하였다.

## 같이 보기
- 신민부
- 국민부
- 조선혁명군
- 조선혁명군정부
- 한국독립군

## 참고 문헌
- 한민족독립운동사, '국사편찬위원회 한국사데이터베이스'